# Herwig Friedl
Herwig Friedl (* 7. Februar 1944; † 15. März 2022) war ein deutscher Amerikanist und Hochschullehrer.

## Leben
Nach dem Abitur 1963 in Heilbronn studierte er von 1963 bis 1967 amerikanische, englische und deutsche Literaturen und Sprachen und Philosophie an der Universität Heidelberg.
Nach der Promotion zum Dr. phil. in Heidelberg 1970 und Habilitation 1979 ebenda war er von 1987 bis 2008 Professor für Amerikanistik an der Heinrich-Heine-Universität Düsseldorf.

## Schriften (Auswahl)
- Die Funktion der Bildlichkeit in den kritischen und theoretischen Schriften von Henry James. Ein Entwurf seiner Literaturtheorie. Heidelberg 1972, ISBN 3-533-02191-2.
- mit Dieter Schulz (Hrsg.): E. L. Doctorow. A democracy of perception. A symposium with and on E. L. Doctorow. Essen 1988, ISBN 3-89206-225-0.
- mit Albert-Reiner Glaap und Klaus Peter Müller (Hrsg.):  Literaturübersetzen: Englisch. Entwürfe, Erkenntnisse, Erfahrungen. Tübingen 1992, ISBN 3-8233-4083-2.
- mit Astrid Böger (Hrsg.): FrauenKulturStudien. Weiblichkeitsdiskurse in Literatur, Philosophie und Sprache. Tübingen 2000, ISBN 3-7720-2417-3.
- Thinking in Search of a Language. Essays on American Intellect and Intuition. Bloomsbury 2018.